# Лази-під-Макитоу
Лази-під-Макитоу (словац. Lazy pod Makytou) — село, громада округу Пухов, Тренчинський край. Кадастрова площа громади — 49.86 км².
Населення 1196 осіб (станом на 31 грудня 2020 року).

## Історія
Лази-під-Макитоу згадуються 1475 року.

## Населення
| Рік:            | 1994. | 2004.   | 2014.    | 2024.   |
| --------------- | ----- | ------- | -------- | ------- |
| Кількість осіб: | 1455  | 1404    | 1250     | 1224    |
| Різниця:        |       | -3,50 % | -10,96 % | -2,08 % |

| Рік:            | 2023. | 2024.   |
| --------------- | ----- | ------- |
| Кількість осіб: | 1217  | 1224    |
| Різниця:        |       | +0,57 % |